# Myiothlypis leucoblephara
El arañero silbón (Myiothlypis leucoblephara), también denominado reinita silbona, y arañero oliváceo (en Uruguay), es una especie de ave paseriforme de la familia Parulidae que vive en Sudamérica.

## Taxonomía
El arañero silbón fue descrito por primera vez en 1817 por Louis Jean Pierre Vieillot, bajo el nombre científico de Sylvia leucoblephara, en el undécimo tomo de la obra Nouveau Dictionnaire d'Histoire Naturelle Appliquée Aux Arts, de un espécimen obtenido en Paraguay.

### Subespecies
- M. l. leucoblephara, descrito por Vieillot en 1817.

- M. l. lemurum, descrito por Olson en 1975.

## Distribución y hábitat
Sus hábitats naturales son las selvas subtropicales y las zonas de matorral húmedo de Argentina, Brasil, Paraguay y Uruguay.